# Tisza Lajos (miniszter)
Borosjenői és szegedi gróf Tisza Lajos (Nagyvárad, 1832. szeptember 12. – Budapest, 1898. január 26.) politikus, miniszter, kormánybiztos.

## Családja és származása

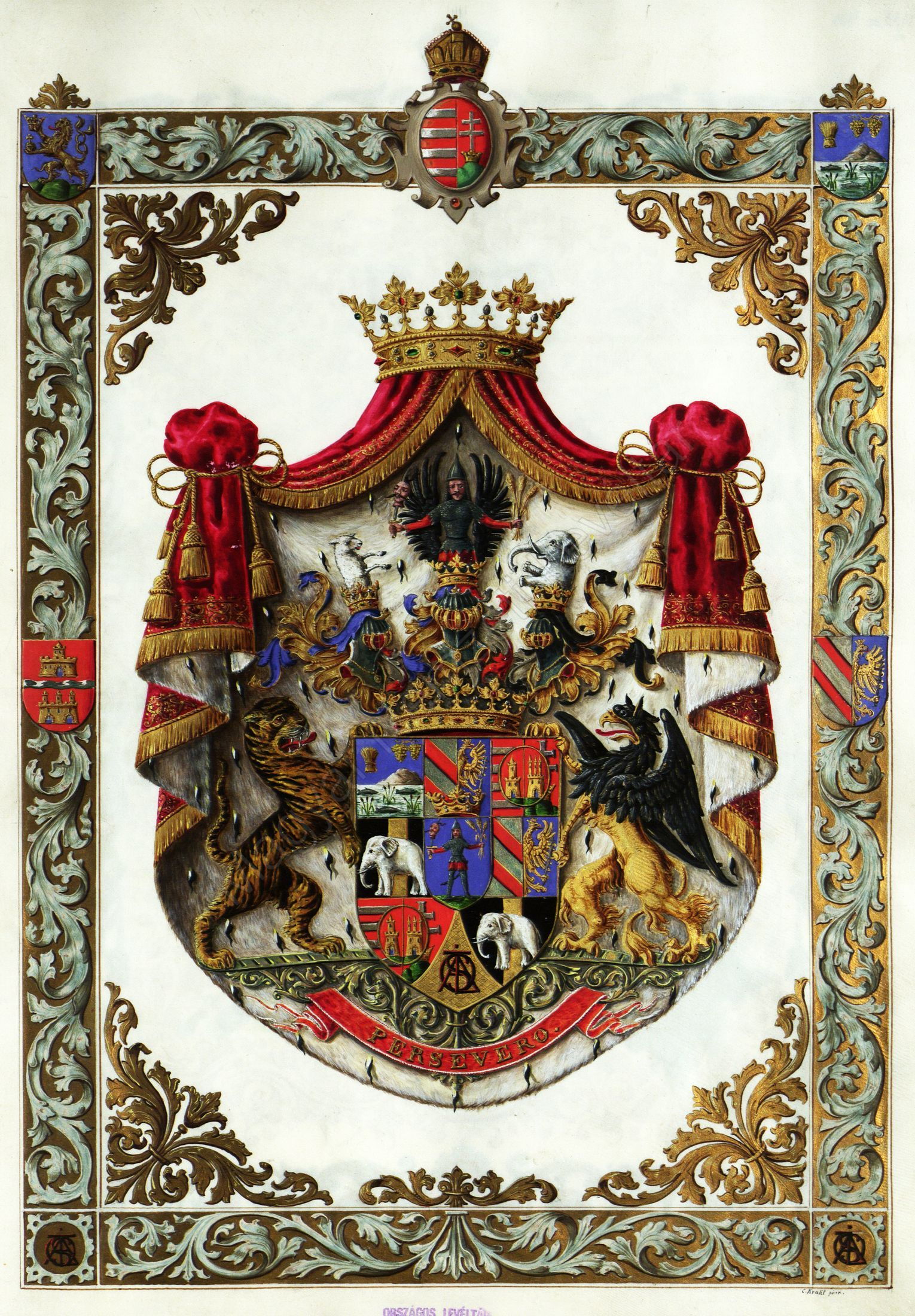
A Tisza család címere

A jómódú és előkelő köznemesi borosjenői Tisza családnak a sarja. Tisza Lajos (1798–1856), császári és királyi kamarás, császári megyefőnök országgyűlési követ, nagybirtokos, és széki gróf Teleki Júlia (1805–1863) negyedik gyermeke. Az apai nagyszülei Tisza László (1765–1831), nagybirtokos, és széki gróf Teleki Katalin (1777–1820) voltak. Az anyai nagyszülei széki gróf Teleki József (1777–1817), földbirtokos és széki gróf Teleki Zsófia (1784–1844) voltak. Fivérei: borosjenői Tisza László (1829–1902) politikus, nagybirtokos, országgyűlési képviselő, valamint Tisza Kálmán (1830–1902), a Magyar Királyság miniszterelnöke, akinek a három fiúgyermeke, Tisza István (1861–1918) a Magyar Királyság miniszterelnöke, Tisza Kálmán (1867–1947), földbirtokos, valamint Tisza Lajos (1879–1942), földbirtokos, 1897. február 16-án magyar grófi címet szerzett adományban I. Ferenc József magyar királytól.

## Életpályája
Lajos, Tisza Kálmánnál két évvel fiatalabb testvéröccse, Debrecenben, majd Berlinben tanult. Politikai pályája 1861-ben indult, ekkor képviselőként a Határozati Párt híve volt. Majd 1865-ben a Felirati Párthoz, Deák Ferenchez csatlakozott, s részt vett a kiegyezés előkészítésében. Két évvel később már Bihar vármegye főispánja volt. A Fővárosi Közmunkák Tanácsának első alelnöke és vezetője 1870-től. 1871-től 1873. decemberi lemondásáig több kormányban töltötte be a közlekedési miniszter tisztét.
Az 1879-es szegedi árvíz után Szeged város újjáépítésének teljhatalmú királyi biztosa volt. Lechner Lajost hívta maga mellé tervezőmérnöknek a romokban heverő város újjáépítésére. Tisza Lajos kiváló együttműködéssel, jó szervezési készséggel vezényelte le a bonyolult feladatot, megbízatása 1879 áprilisától 1883. december 31-ig tartott, ennyi idő alatt épült újjá a város. A királyi biztos székhelye a Klauzál téri Új Zsótér ház volt. Tisza Lajos európai látókörű és műveltségű ember volt, kora legjobb műszaki és városrendezési elveit valósította meg Szegeden, munkálkodása elismeréseképpen 1883-ban grófi címet kapott, Szeged pedig díszpolgárává és parlamenti képviselőjévé választotta.
A király személye körüli miniszter tisztségét 1892. november 19-étől 1894. június 10-éig töltötte be az első Wekerle-kormányban. 1875 és 1898 között (haláláig) az Országos Erdészeti Egyesület elnöke volt.

## Emlékezete

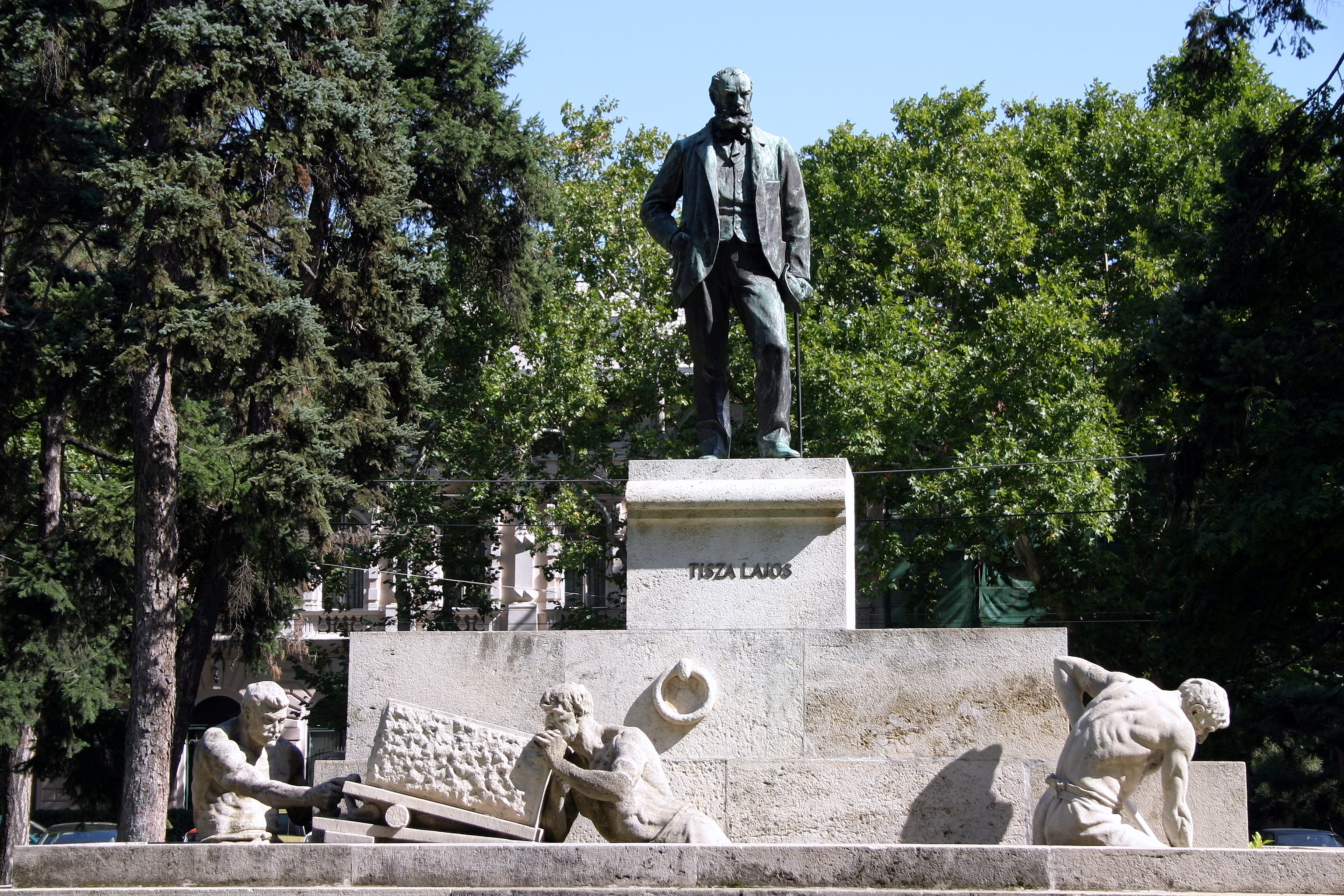
Tisza Lajos szobra a szegedi Széchenyi téren

Szegeden a Tisza Lajos körút, az Alsóvárosban utca  őrzi az emlékét. 1996-tól 2007-ig, megszüntetéséig nevét viselte a szegedi Tisza Lajos Textilipari Szakközépiskola.
Szobrát Szegeden a Széchenyi téren 1904-ben avatták fel. Fadrusz János alkotása, úgy ábrázolja Tisza Lajost, amint éppen a folyó befejezetlen rakodópartjáról szemléli, ahogyan lejjebb a munkások görgő segítségével egy hatalmas követ illesztenek a helyére. Fadrusz így vallott művéről:
„Ezzel a szoborral a legifjabb Magyarországot, a mai Magyarországot fogom jellemezni, nemcsak Tisza Lajost. A mai Magyarország hősei a munka hősei. Ezért szimbolikus Szeged város története, mert jó királyunk és nemzetünk elszánt és ernyedetlen munkájával újjászületett.”